# Leonardo Sapienza
Leonardo Sapienza RCJ (Cassano delle Murge, 18 de novembro de 1952) é um sacerdote católico e escritor italiano.
Ainda jovem ingressou na Congregação dos Rogacionistas do Coração de Jesus, e ingressou no seminário diocesano, onde completou sua formação eclesiástica, filosófica e teológica. Ao terminar os estudos superiores, foi ordenado sacerdote em 1º de julho de 1978 , na cidade de Grottaferrata.
Após sua ordenação, iniciou seu ministério pastoral em sua diocese. Pouco depois foi chamado à Santa Sé, onde permaneceu por cerca de 30 anos como agente oficial do protocolo. Então, em 4 de agosto de 2012 , tornou-se o novo Regente da Prefeitura da Casa Pontifícia, substituindo Paolo De Nicolò neste cargo.
Desde 9 de fevereiro de 2013 , tendo sido nomeado pelo Papa Bento XVI , é também Protonotário Apostólico.
Em 4 de agosto de 2017 , foi confirmado como Regente da Prefeitura da Casa Pontifícia até disposição em contrário.
É autor de inúmeros livros e publicações na área religiosa.

## Obras
- Mensagens papais
- Paolo VI e l'eucaristia (2004)
- Carlos de Foucauld. Eu semeio outros colherão (2005)
- O Homem Devorado (2005)
- O maior amor. João Paulo II aos sacerdotes (2005)
- No altar do mundo. Reflexões sobre a Eucaristia (2005)
- Provocações. Aforismos para um cristianismo não convencional (2007)
- O homem do divino (2008)
- Clame o Evangelho com vida. Reflexões do Ano A (2009)
- Voltemos ao Evangelho. Ano B. Reflexão sobre a Liturgia da Palavra (2009)
- Clame o Evangelho com vida. Reflexões sobre a liturgia da palavra. Ano B (2009)
- Clame o Evangelho com vida. Reflexões sobre a liturgia da palavra. Ano C (2009)
- O Sacerdote Agora (2009)
- A arte de viver. A Fonte da Vila (2010)
- À luz do Evangelho (2011)
- Paulo VI. O ano da fé (2012)
- João de Ávila (2012)
- A alegria da Páscoa na doutrina de Paulo VI (2013)
- Paulo VI no Concílio Ecumênico Vaticano II (2013)
- 50 mensagens pontifícias para o Dia Mundial de Oração pelas Vocações (2013)
- Paulo VI e o Sínodo dos Bispos (2015)

## Referencias
1. ↑  «Leonardo Sapienza è il nuovo reggente della Prefettura della Casa Pontificia Auguri da tutta la nostra comunità». San Francesco - Rivista della Basilica di San Francesco di Assisi (em inglês). Consultado em 15 de setembro de 2022